# AVG GT8-EP
Bei den 13 Wagen des Typs GT8-EP der Albtal-Verkehrs-Gesellschaft (AVG) handelte es sich um achtachsige Gelenktriebwagen für den Einsatz auf Eisen- und Straßenbahnstrecken. Die Fahrzeuge wurden in den Jahren 1958 bis 1969 in zwei Lieferserien von der Waggonfabrik Düwag geliefert. Von 1958 bis 1984 verkehrten die Wagen auf der Albtalbahn von Karlsruhe nach Bad Herrenalb, auf der Bahnstrecke Busenbach–Ittersbach sowie auf der Hardtbahn nach Neureut als Linie A der Stadtbahn Karlsruhe, anschließend für weitere 15 Jahre im Karlsruher Straßenbahnnetz. Die Abkürzung steht dabei für „Gelenk-Triebwagen mit 8 Achsen und elektropneumatischer Schützensteuerung“.

## Technik

### Aufbau
Bei den Wagen handelte es sich um 2,37 Meter (Wagen 1–15) und 2,40 Meter (Wagen 16–21) breite Gelenktriebwagen auf Jakobsdrehgestellen in Einrichtungsbauweise. Sie entsprachen in ihrem mechanischen Aufbau und ihrer Formgebung weitgehend den seit 1956 von Düwag gebauten Gelenktriebwagen der Düsseldorfer Straßenbahn. Allerdings erhielten sie für den Einsatz auf der Albtalbahn die nach Eisenbahn-Bau- und Betriebsordnung vorgeschriebenen Einrichtungen für den Eisenbahnbetrieb, das heißt Sicherheitsfahrschaltung, Warnpfeife und breite Radreifen mit einem Radreifen-Mischprofil, die den Einsatz sowohl auf Straßenbahngleisen als auch auf Eisenbahngleisen erlaubte.
Die beiden Achsen des ersten und letzten Drehgestells jedes Wagens wurden von Gleichstrommotoren mit 120 kW (später: 150 kW) über einen Tandemantrieb angetrieben. Die mittleren Drehgestelle waren nicht angetrieben. Die Steuerung erfolgte über eine elektropneumatische Schützsteuerung. Mehrfachtraktionen mit bis zu vier Wagen waren möglich, wofür die Wagen mit BSI-Kompaktkupplungen versehen waren. Die Bremsausrüstung bestand aus der elektrischen Widerstandsbremse zur Betriebsbremsung, einer pneumatischen Federspeicherbremse als Feststellbremse sowie Magnetschienenbremsen als Schnellbremsen.
Die Formgebung der in Ganzstahlbauweise ausgeführten Wagenkästen entsprach der Formgebung der 1950er Jahre mit abgerundeten Fronten und zweigeteilten, schräggestellten Windschutzscheiben nach Vorbild der PCC-Wagen. Die automatischen Düwag-Falttüren waren druckluftbetätigt. Die Fenster waren im oberen Teil als in gelb getönte Ausstellfenster ausgeführt, die untere Hälfte war mit Jalousien versehen.
Der Fahrgastraum war mit einer Stahlrohrbestuhlung in 2+2-Anordnung ausgestattet. Sitzflächen und Rückenlehnen waren mit Kunstleder bezogen. In der zweiten Hälfte der 1970er Jahre wurden einige Wagen mit neuen Stoffsitzen ausgestattet. In der zweiten Hälfte der 1980er Jahre folgten die noch nicht umgerüsteten Wagen. Ab Ende der 1980er Jahre wurde die Sitzanordnung auf 2+1 Sitze je Reihe geändert, um den Anforderungen im Stadtverkehr besser gerecht zu werden. Im Heck der Fahrzeuge befand sich bis zur Aufgabe des Schaffnerbetriebs Ende der 1960er Jahre ein Schaffnersitzplatz. Der Fahrerplatz war mit einem festen Fahrersitz und hebelbetätigtem Fahrschalter ausgestattet. Im Heck befand sich ein Hilfsfahrstand mit Kurbel-Fahrschalter, der im Normalbetrieb abgedeckt war. Obwohl als Einrichtungswagen ausgelegt, konnten die Fahrzeuge auch rückwärts mit Höchstgeschwindigkeit fahren.

### Lackierung

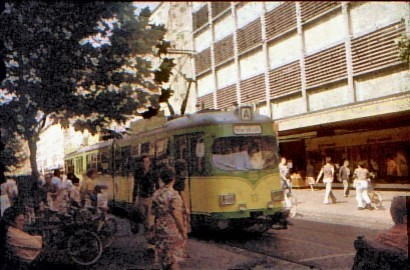
Triebwagen in der Karlsruher Kaiserstraße mit dem Anstrich der ausgehenden 1970er Jahre

Bei Lieferung besaßen die Fahrzeuge einen gelben Anstrich mit dunkelgrüner Zierlinie unterhalb der Fenster sowie Zierleisten aus Aluminium. Auf den Seitenflächen unterhalb der Fenster war das Logo der Albtal-Verkehrs-Gesellschaft angebracht. Mit Einführung der Seitenwandreklame entfiel das Logo. Anfang der 1970er Jahre wurden die Aluminiumzierleisten entfernt. Nach der Ablieferung der Wagen 22–25 in hellgrün-zitronengelbem Anstrich wurden einige Wagen in das neue Farbschema umlackiert. Mit Umsetzung der Wagen in den Karlsruher Stadtverkehr erhielten die Wagen den gelben Anstrich mit roter Zierlinie analog den Gelenktriebwagen GT6-EP der Verkehrsbetriebe Karlsruhe.

## Geschichte

### Lieferung
Für den Einsatz auf der umgespurten Albtalbahn benötigte die Albtal-Verkehrs-Gesellschaft neue Fahrzeuge, die sowohl auf den Gleisen der als Eisenbahn eingestuften Albtalbahn als auch auf den Straßenbahngleisen in Karlsruhe verkehren konnten. Daher beschaffte sie zunächst 15 Gelenktriebwagen nach Düsseldorfer Vorbild und ließ diese mit den notwendigen Einrichtungen für den Eisenbahnbetrieb ausstatten. In den 1960er Jahren stockte sie ihren Fahrzeugpark um sechs weitere Wagen auf, um den gestiegenen Fahrzeugbedarf nach Umspurung der Zweigstrecke nach Langensteinbach abdecken zu können. Die Lieferung der Wagen erfolgte in zwei Serien. Die elektrische Ausstattung der Wagen stammte von Kiepe Electric und BBC.
Zwischen den beiden Serien wurde im Jahr 1959 acht sechsachsige Wagen als GT6-EP von der Waggonfabrik Rastatt in Lizenz gefertigt. Die elektrische Ausstattung der Wagen stammte ebenfalls von Kiepe Electric und BBC. Diese Wagen wurden den Jahren 1961, 1964 und 1967 zu GT8 umgebaut.
| Wagen | Baujahr | Hersteller    | Umbauten                               |
| ----- | ------- | ------------- | -------------------------------------- |
| 1–3   | 1958    | Düwag/Kiepe   |                                        |
| 4–7   | 1958    | Düwag/BBC     |                                        |
| 8–12  | 1959    | Rastatt/BBC   | Umbau aus GT6 1964 (10–12), 1967 (8–9) |
| 13–15 | 1959    | Rastatt/Kiepe | Umbau aus GT6 1961                     |
| 16–18 | 1966    | Düwag/Kiepe   |                                        |
| 19–20 | 1967    | Düwag/Kiepe   |                                        |
| 21    | 1969    | Düwag/Kiepe   |                                        |

### Einsatz
Die Wagen wurden zunächst ausschließlich auf der Albtalbahn (damals Linie A) zwischen Bad Herrenalb, Langensteinbach (beziehungsweise ab 1975 Ittersbach) und der Karlsruher Innenstadt eingesetzt. Sie verkehrten alleinfahrend sowie in Doppel-, Dreifach- und Vierfachtraktion mit den GT6-EP sowie den T4-EP und GT6-EP der Verkehrsbetriebe Karlsruhe. Ab 1975 waren auch gemischte Traktionen mit den Triebwagen 22–25 anzutreffen. Der Einsatz von Dreifach- und Vierfachtraktionen beschränkte sich allerdings auf den Abschnitt zwischen Busenbach und dem Karlsruher Albtalbahnhof, da Drei- und Vierfachtraktionen im städtischen Straßenbahnnetz nicht zugelassen waren. Südlich von Busenbach wurden Drei- und Vierfachtraktionen in der Regel geflügelt und je ein Teil nach Bad Herrenalb und der andere nach Langensteinbach beziehungsweise Ittersbach geführt. Die als Einrichtungswagen ausgeführten Triebwagen kamen auf der Albtalbahn planmäßig auch rückwärts zum Einsatz, da nicht an allen Zwischenendstellen Wendeschleifen vorhanden waren.
Mit der Lieferung der Stadtbahnwagen vom Typ GT6-80C wurden die Wagen ab 1983 von der Linie A abgezogen und verkehrten fortan im Karlsruher Straßenbahnnetz. Ihr Einsatz konzentrierte sich zunächst vornehmlich auf die stark belasteten Linien 1 (Durlach–Knielingen) und 2 (Durlach–Rheinstrandsiedlung). Dort konnten sie auch in Doppeltraktion mit den Gelenktriebwagen der Verkehrsbetriebe Karlsruhe angetroffen werden.

### Ausmusterung und Verbleib

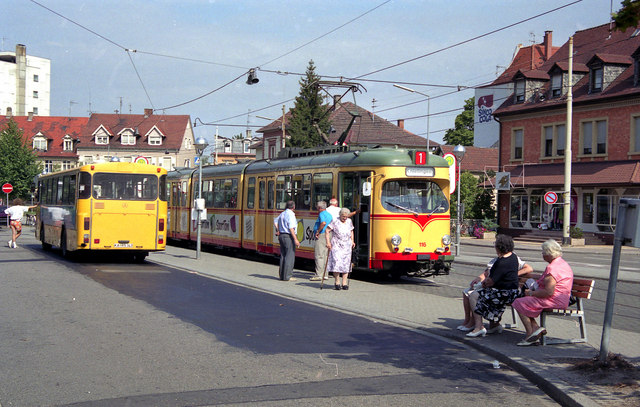
Durlach Endschleife

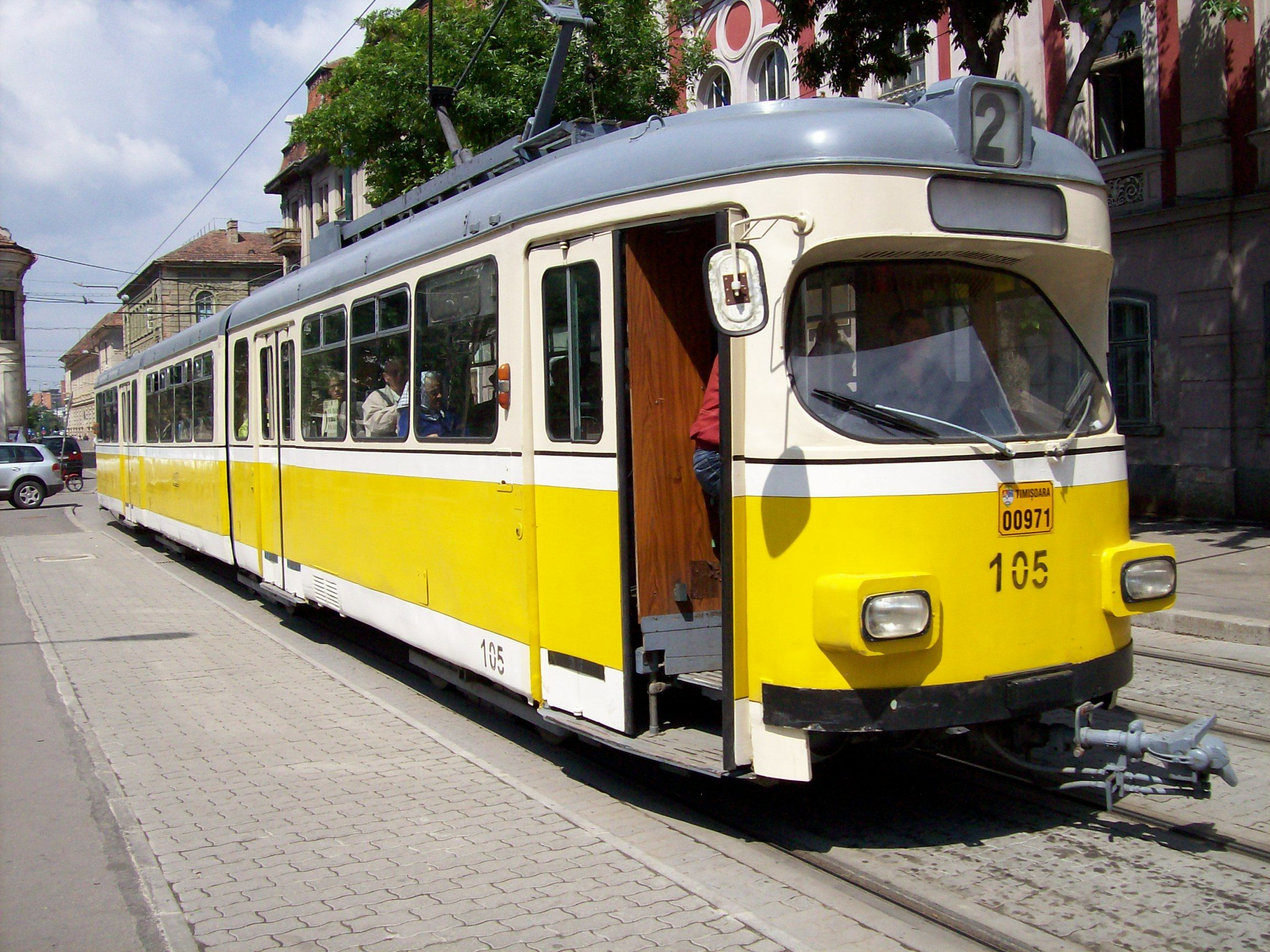
Wagen 105 in Timișoara, 2007

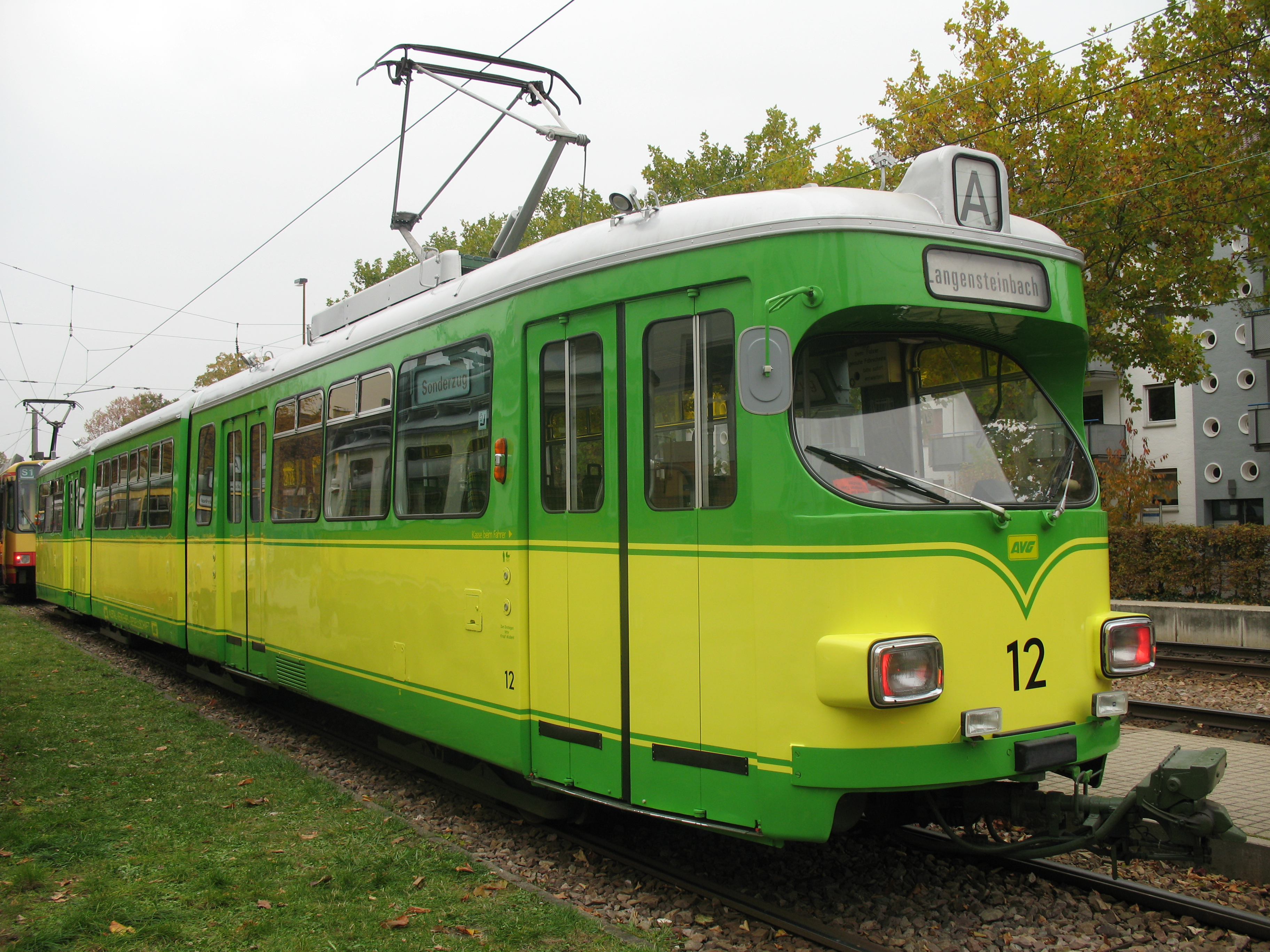
Museumswagen 12 im Design der späten 1970er Jahre

Mit fortschreitender Auslieferung der Niederflurwagen vom Typ GT6-70D/N und GT8-70D/N sank der Bedarf an älteren Gelenktriebwagen, so dass ab 1995 die ersten Wagen ausgemustert werden konnten. 1995 und 2000 wurden jeweils vier Fahrzeuge an die Straßenbahn Timișoara abgegeben wo sie noch einige Jahre im Einsatz waren, heute aber alle ausgemustert sind. In Karlsruhe wurden die letzten Wagen Mitte der 2000er Jahre aus dem Plandienst zurückgezogen und abgestellt. Die nachfolgende Tabelle gibt einen Überblick über den Verbleib der Fahrzeuge:
| Wagen | Verbleib                                              |
| ----- | ----------------------------------------------------- |
| 01    | 1995 verschrottet                                     |
| 02    | 1995 an Straßenbahn Timișoara, dort 2002 ausgemustert |
| 03    | 1995 verschrottet                                     |
| 04    | seit 2000 Museumswagen                                |
| 05    | 1995 an Straßenbahn Timișoara, dort 2007 ausgemustert |
| 06    | 1995 an Straßenbahn Timișoara, dort 2007 ausgemustert |
| 07    | 1995 an Straßenbahn Timișoara, dort 2007 ausgemustert |
| 08    | 1997 verschrottet                                     |
| 09    | 2001 verschrottet                                     |
| 10    | 2000 an Straßenbahn Timișoara, dort 2007 ausgemustert |
| 11    | 2000 an Straßenbahn Timișoara, dort 2006 ausgemustert |
| 12    | seit 2000 Museumswagen                                |
| 13    | 2000 als Versuchsträger an De Dietrich                |
| 14    | 2000 an Straßenbahn Timișoara, dort 2007 ausgemustert |
| 15    | 2000 an Straßenbahn Timișoara, dort 2007 ausgemustert |
| 16    | 2012 verschrottet                                     |
| 17    | 2011 verschrottet                                     |
| 18    | 2003 verschrottet                                     |
| 19    | 2011 verschrottet                                     |
| 20    | 2011 verschrottet                                     |
| 21    | abgestellt                                            |

Die beiden Wagen 4 und 12 verblieben in Karlsruhe als Museumswagen und erhielten ihre ursprünglichen Nummern zurück. Wagen 4 wurde mit der gelben Lackierung mit dunkelgrüner Zierlinie der 1960er Jahre versehen. Ein Rückbau des Innenraums in den ursprünglichen Zustand ist geplant. Wagen 12 hingegen erhielt den hellgrün-zitronengelben Anstrich und soll die Epoche der späten 1970er Jahre repräsentieren.